# David Belda
David Belda García (Cocentaina, provincia de Alicante, 18 de marzo de 1983) es un ciclista español.

## Trayectoria
Debutó como profesional en 2007, con el equipo Fuerteventura Canarias Team. Ha ido alternando estancias en el profesionalismo con recalificaciones en el pelotón amateur. Una sanción por dopaje con EPO puso punto final a su carrera ciclista. 
Es hijo de Vicente Belda, exciclista y director deportivo del equipo Kelme, entre otros.
El 18 de mayo de 2017 se anunció que había dado positivo tras un resultado adverso en un control antidopaje realizado en el mes de marzo de ese mismo año. En abril de 2018, se anunció la suspensión de cuatro años, hasta el 26 de abril de 2021, y una multa de 3000 €.
Su equipo profesional (Burgos - BH) rescindió su contrato y la escuadra castellana ha sido sancionada por parte de la UCI con una prohibición de 21 días sin poder competir, sanción que se hace efectiva en el inicio de la temporada 2019. Para ello, además del dopaje de David Belda ha sido determinante el de otro corredor del equipo, el vizcaíno Ibai Salas.

## Palmarés
2009
- Vuelta a León, más 1 etapa

2011
- 1 etapa de la Mi-Aout-Bretonne

2014
- Vuelta a Castilla y León, más 1 etapa
- 2 etapas de la Vuelta a Portugal

2015
- 1 etapa de la Rhône-Alpes Isère Tour
- Tour de Saboya, más 1 etapa

## Equipos
- Fuerteventura Canarias Team (2007)
- Boyacá es Para Vivirla (2009)
- Burgos-BH (2011-2015)
- Roth-Skoda (2016)
- Burgos-BH (2017)